# Camping Cosmos

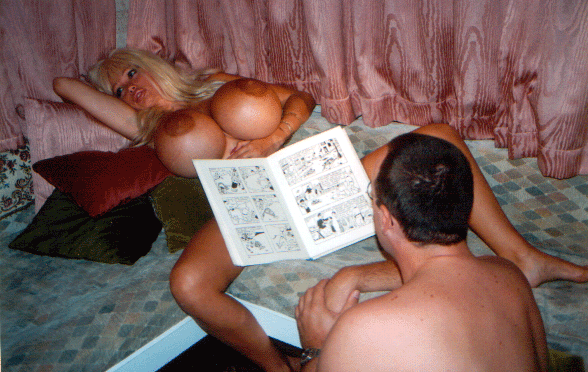
Lolo Ferrari (Mme Vandeputte), Mr. Vandeputte e Tintin.

Camping Cosmos è un film del 1996 diretto da Jan Bucquoy, seguito di La vita sessuale dei belgi (La vie sexuelle des belges 1950-78).

## Trama
In una selva di roulotte ricoperte di sponsor, di famiglie belghe in vacanza tra le dune sabbiose, il programma di animazione culturale di Jan Bucquoy, capo animatore per conto del Ministero della Cultura sotto la supervisione di Jacques Calonne, a sua volta delegato del ministero a tre mesi dalla pensione, poeta e collezionista di slip di bambole, trova l'ostilità di Vandeputte, gestore del campeggio, marito di una super maggiorata sessualmente insoddisfatta e sostenitore dell'intrattenimento popolare.
L'animatore di Radio Cosmos, clone vivente di Tintin, annuncia l'arrivo al campeggio di Pierre Mertens e di sua moglie, chiamato ad organizzare delle matinée di poesia. Bucquoy assiste al fallimento della prima di Madre Coraggio di Bertolt Brecht, che cattura l'entusiasmo della sola moglie del friggitore italiano, stanca della sua vita tra le patatine fritte e in cerca di emozioni nuove. Madre Coraggio è cancellata dal cartellone delle animazioni del camping.
Il 17 luglio, dopo una fuga di casa di tre settimane, sbarca al camping Eve, figlia tredicenne e disillusa di Jan Bucquoy, che non è mai riuscita ad instaurare un rapporto con il padre. Pierre Mertens recita per la platea vuota un brano di Louis Scutenaire. Gli ospiti del Cosmos assistono alla diretta di Belgio - Unione Sovietica, incontro di calcio al campionato mondiale del Messico 1986, occasione che apre il dibattito sul socialismo, sulle illusione della generazione del '68, sull'arte e l'animazione culturale. Il gol del Belgio scatena l'entusiasmo e Bucquoy si ritrova da solo a parlare di rivoluzione e altre illusioni.
Il 21 luglio, Jan Bucquoy regala a Madame Vandeputte (Lolo Ferrari) una copia de La funzione dell'Orgasmo di Wilhelm Reich, mentre i bambini del campeggio sono intrattenuti da un gruppo di terroristi che tengono un atelier di preparazione della nitroglicerina e od organizzazione di attentati. Vandeputte lancia l'elezione di Miss Cosmos, alla quale si candida, contro il volere del marito, anche la moglie del friggitore italiano.
Il 28 luglio Eve diventa amico del figlio di Vandeputte; Claude Semal anima un concorso musicale, al quale tutti i vacanzieri, compresa la figlia di Bucquoy, si presentano cimentandosi nei grandi successi della chanson francofona. Eve, a colazione con il padre, gli rimprovera di essere stato un pessimo padre e marito poi gli chiede spiegazioni sulla sua nascita, sui suoi rapporti con la madre, e lui le racconta della madre che voleva abortire e di lui che dopo tre anni di matrimonio l'ha abbandonata fuggendo con sua sorella, sessualmente più disinibita.
Il 30 agosto solita routine vacanziera al campeggio, mentre Eve e Noé approfondiscono la loro conoscenza.
Il 1º agosto, Jacque Calonne parla con la sua bambola gonfiabile nella sua roulotte, mentre è atteso a Radio Cosmos per il dibattito sul bilanci dell'operazione cultura al camping, con Bucquoy, Vandeputte e Mertens. Quest'ultimo, mentre parla del suo ultimo libro, si prende una torta in faccia. La conversazione degrada, Bucquoy abborda un discorso sull'arte mentre il direttore del campeggio (Monsieur Vandeputte) vanta i successi popolari ottenuti con le sue iniziative. Intanto sua moglie a tradirlo in nome di una infruttuosa ricerca dell'orgasmo. Radio Cosmos annuncia: "La pubblicità sta all'arte come i marpioni stanno all'amore".
L'8 agosto Radio Cosmos conduce una inchiesta tra le vacanzieri: l'uomo della mia vita. La moglie del friggitore racconta il disgusto della propria vita matrimoniale e il desiderio di partire, Mme Vandeputte annuncia pubblicamente il disastro della relazione con suo marito, Eve legge una lettera per suo padre che lui non le ha dato. Il concorso di Miss Cosmos vede vincitrice proprio la moglie del friggitore che festeggia fuggendo con un giovane centauro, mentre Bucquoy si ubriaca e irrompe sul palco gridando: "Io sono un artista!". Nella notte confessa a sua figlia che il tentativo di aborto era una bugia.
Il 16 agosto Bucquoy organizza con successo un incontro di pugilato i cui round sono intervallati da letture colte.
Il 19 agosto Bucquoy legge un albo di Tintin a M.me Vandeputte che finalmente raggiunge un orgasmo; suo marito tenta di replicare l'esperimento ma fallisce e la uccide.
Il 25 agosto Eve racconta a suo padre i dettagli della sua fuga da casa e la sera balla con Noé. Claude Semal si suicida in seguito ad una delusione amorosa, mentre Vandeputte confessa di avere ucciso sua moglie e Bucquoy gli risponde: "Tutti abbiamo una donna da uccidere. La mia era mia madre". Bucquoy propone a sua figlia di abitare con lui alla fine delle vacanze e lei accetta con entusiasmo.
Il 30 agosto Noé ed Eve si baciano. La notte scende sul Camping Cosmos.

## Riconoscimenti
- Festival di Ourense: Calpurnia Grand Prize 1996
- Premio Joseph Plateau del Flanders Film Festival di Gand: Nomination come Migliore Attrice del 1995 (Antje de Boeck)
- Prix de Lille du film Trash 1997